# 1-й винищувальний корпус (Третій Рейх)
1-й винищувальний корпус (нім. I. Jagdkorps) — авіаційний корпус винищувальної авіації Люфтваффе за часів Другої світової війни. Сформований 15 вересня 1943 року у Зейсті на базі XII повітряного корпусу та штабу авіаційного командування «Центр». Основним призначенням було організація забезпечення прикриття винищувальною авіацією наземних об'єктів, у першу чергу великих міст та військових баз, від ударів бомбардувальної авіації союзників.
26 січня 1945 року розформований та його складові передані до IX.(J) винищувального повітряного корпусу генерал-майора Дітріха Пельтца.

## Історія
1-й винищувальний корпус сформований 15 вересня 1943 року у Зейст на основі на базі XII повітряного корпусу та штабу авіаційного командування «Центр». До складу корпусу входили підрозділи винищувальної авіації, що базувалися на території Великого Рейху, та виконували завдання щодо повітряної оборони Рейху.
Основним призначенням штабу корпусу були контроль та стратегічне планування, і меншою мірою керівництво застосуванням визначеними компонентами в ході виконання ними бойових завдань. Командування корпусу здійснювало аналіз загальної ситуації в зоні відповідальності з метою з'ясування намірів противника, вивчення прогнозів погоди, прослуховування радіопередач противника та моніторинг радіолокаційних служб, а також узагальнення даних про готовність винищувальних підрозділів Люфтваффе до застосування і визначав загальні напрямки дій.

## Командування

### Командири
- генерал-лейтенант Йозеф Шмід (нім. Joseph Schmid) (15 вересня 1943 — 30 листопада 1944);
- генерал-лейтенант Йоахім-Фрідріх Гут (нім. Joachim-Friedrich Huth) (30 листопада 1944 — 26 січня 1945).

## Дислокація штабу корпусу
| Початок         | Завершення    | Підпорядкованість              | Місто             |
| --------------- | ------------- | ------------------------------ | ----------------- |
| 15 вересня 1943 | 5 лютого 1944 | Командування Люфтваффе «Центр» | Зейст             |
| 5 лютого 1944   | березень 1944 | Командування Люфтваффе «Центр» | Зейст             |
| березень 1944   | жовтень 1944  | Повітряний флот «Рейх»         | Брауншвейг-Кверум |
| жовтень 1944    | 26 січня 1945 | Повітряний флот «Рейх»         | Брауншвейг-Кверум |

## Бойовий склад 1-го винищувального корпусу
Формування управління, забезпечення та підтримки
- ескадрилья зв'язку корпусу (Verbindungsstaffel / I. Jagdkorps);
- авіаційний розвідувальний полк (Luftnachrichten-Regiment beim I. Jagdkorps).

- 1-ша винищувальна дивізія (1. Jagd-Division);
  - 3-тя винищувальна ескадра (Jagdgeschwader 3);
  - 300-та винищувальна ескадра (Jagdgeschwader 300);
  - 26-та важка винищувальна ескадра (Zerstörergeschwader 26);
  - 302-га винищувальна ескадра (Jagdgeschwader 302);
- 2-га винищувальна дивізія (2. Jagd-Division);
  - 54-та винищувальна ескадра (Jagdgeschwader 54);
- 3-тя винищувальна дивізія (3. Jagd-Division);
  - 1-ша винищувальна ескадра (Jagdgeschwader 1);
  - I./300-ї винищувальної ескадри (I./Jagdgeschwader 300);

- 1-ша винищувальна дивізія;
- 2-га винищувальна дивізія;
- 3-тя винищувальна дивізія;
- 7-ма винищувальна дивізія (7. Jagd-Division).

- 1-ша винищувальна дивізія;
- 2-га винищувальна дивізія;
- 3-тя винищувальна дивізія;
- 7-ма винищувальна дивізія;
- 8-ма винищувальна дивізія (8. Jagd-Division).